# هوکی (دوره)
هوکی (به ژاپنی: 宝亀 Hōki) نام عصر ژاپنی بود. این عصر بعد از جینگو-کیئون و قبل از تِن‌اُو قرار داشت و از اکتبر ۷۷۰ میلادی تا ژانویه ۷۸۱ به طول انجامید. در طی این عصر امپراتور کونین حکمران ژاپن بود.